# 마크 오언
마크 오언(Mark Owen, 1972년 1월 27일~)은 영국의 싱어송라이터로, 테이크 댓의 멤버로 잘 알려져 있다.